# Orange Belt Stages
Orange Belt Stages is een Amerikaans commercieel autobusbedrijf uit Visalia (Californië). 

## Geschiedenis
Het bedrijf is ontstaan uit de taxidienst die Cyril Haworth in 1916 in Kern County begon. Orange Belt Stages werd op 30 november 1935 geïncorporeerd en de naam is een verwijzing naar een route langs de foothills van de zuidelijke Sierra Nevada, waar rijkelijke sinaasappelplantages zijn.

## Busdiensten
Het bedrijf biedt twee vaste buslijnen aan in Zuid-Californië:
- een lijn tussen Las Vegas (Nevada), Bakersfield, Porterville, Visalia, Goshen Junction en Hanford;
- een lijn tussen Visalia, Paso Robles, San Luis Obispo en Santa Maria.

Orange Belt voorziet ook charterbussen en tours.
Op verschillende plaatsen is er aansluiting mogelijk op Greyhound-bussen en Amtrak-treinen.